# Istituto Italiano di Tecnologia
 (mai 2025).
La mise en forme du texte ne suit pas les recommandations de Wikipédia : il faut le « wikifier ».
Les points d'amélioration suivants sont les cas les plus fréquents. Le détail des points à revoir est peut-être précisé sur la page de discussion.
- Les titres sont pré-formatés par le logiciel. Ils ne sont ni en capitales, ni en gras.
- Le texte ne doit pas être écrit en capitales (les noms de famille non plus), ni en gras, ni en italique, ni en « petit »…
- Le gras n'est utilisé que pour surligner le titre de l'article dans l'introduction, une seule fois.
- L'italique est rarement utilisé : mots en langue étrangère, titres d'œuvres, noms de bateaux, etc.
- Les citations ne sont pas en italique mais en corps de texte normal. Elles sont entourées par des guillemets français : « et ».
- Les listes à puces sont à éviter, des paragraphes rédigés étant largement préférés. Les tableaux sont à réserver à la présentation de données structurées (résultats, etc.).
- Les appels de note de bas de page (petits chiffres en exposant, introduits par l'outil «  Source ») sont à placer entre la fin de phrase et le point final[comme ça].
- Les liens internes (vers d'autres articles de Wikipédia) sont à choisir avec parcimonie. Créez des liens vers des articles approfondissant le sujet. Les termes génériques sans rapport avec le sujet sont à éviter, ainsi que les répétitions de liens vers un même terme.
- Les liens externes sont à placer uniquement dans une section « Liens externes », à la fin de l'article. Ces liens sont à choisir avec parcimonie suivant les règles définies. Si un lien sert de source à l'article, son insertion dans le texte est à faire par les notes de bas de page.
- La présentation des références doit suivre les conventions bibliographiques. Il est recommandé d'utiliser les modèles {{Ouvrage}}, {{Chapitre}}, {{Article}}, {{Lien web}} et/ou {{Bibliographie}}. Le mode d'édition visuel peut mettre en forme automatiquement les références.
- Insérer une infobox (cadre d'informations à droite) n'est pas obligatoire pour parachever la mise en page.

Pour une aide détaillée, merci de consulter Aide:Wikification.
Si vous pensez que ces points ont été résolus, vous pouvez retirer ce bandeau et améliorer la mise en forme d'un autre article.
 (mai 2025).
 (mai 2025).
La Fondazione Istituto Italiano di Tecnologia (IIT) est une fondation de droit privé à but non lucratif, créée en 2003 et financée principalement par l’État italien. Le siège principal de cet institut de recherche technologique est situé à Gênes. Son réseau comprend quatre laboratoires centraux, onze centres de recherche répartis en Italie et deux centres affiliés aux États-Unis.  
L’activité de l’IIT se déploie autour de quatre domaines stratégiques :  
- la robotique,
- les nanomatériaux,
- les technologies pour les sciences de la vie,
- les sciences informatiques.

La mission de l’institut consiste à « soutenir la recherche fondamentale et appliquée et à assurer le transfert des résultats vers la société et l’industrie ». Elle inclut également le « développement de technologies et la promotion d’un enseignement de haut niveau en vue de renforcer le système de production national ».
L'IIT a identifié dans son plan stratégique 2024-2029 le développement et l'utilisation de l'intelligence artificielle comme une priorité dans les domaines de recherche, afin notamment de relever deux défis sociétaux, à savoir la santé des personnes et la durabilité de l'environnement.
En 2025, l’IIT emploie plus de 1 800 personnes originaires d’environ 70 pays. L’institut a publié plus de 22 000 articles scientifiques et conduit plus de 1 000 projets industriels. Il collabore avec des entreprises et des organismes de recherche via 28 laboratoires conjoints, prend part à 385 projets financés par l’Union européenne et a contribué à la création de 37 start‑ups technologiques, d’autres étant en cours de formation. Près de 1 300 brevets ont par ailleurs été déposés dans les quatre domaines stratégiques de l’IIT. 

## Histoire

### Fondation et structuration (2003-2006)
La fondation Istituto Italiano di Tecnologia a été créée en 2003 à l’initiative de l’État italien et de deux ministères (Économie et Finances, Éducation, Université et Recherche). Le financement public, fixé par la loi, est d’environ 100 millions d’euros par an. L’organisation interne s’inspire des modèles du Max Planck Institut et du Fraunhofer-Institut en Allemagne.  En 2004, l’IIT établit ses statuts et définit sa stratégie scientifique et de transfert de technologie. L’institut entre officiellement en ouvert en octobre 2005 et nomme Roberto Cingolani comme premier directeur scientifique. En 2006, le site de Gênes est désigné comme siège principal, en raison notamment de la proximité de centres industriels.   

### Ouverture à l’international et premiers partenariats (2012-2014)
Entre 2012 et 2014, l’IIT créé deux antennes de recherche aux États‑Unis : IIT@MIT (Massachusetts Institute of Technology) et IIT@Harvard (Université Harvard). En 2013, un laboratoire commun avec l’INAIL est lancé pour élaborer des dispositifs robotiques de réhabilitation (prothèses, exosquelettes, systèmes de rééducation). L’année suivante, le projet européen Graphene Flagship et ses Graphene Labs sont inaugurés à Gênes, parallèlement au Nikon Imaging Center, dédié au développement de microscopes optiques avancés. En 2019, le Centre for Human Technologies (CHT) ouvre sur le parc technologique d'Erzelli à Gênes. 

### Technologies et réponses aux crises (2019–2020)
En 2019, Giorgio Metta succède à Roberto Cingolani comme directeur scientifique. En 2020, l’IIT lance le programme « IIT vs COVID-19» pour contribuer à la gestion de la pandémie de  pandémie de SARS-COV2. Cette même année, un laboratoire commun avec le consortium Intellimech est inauguré au Kilometro Rosso à Bergame et le superordinateur Franklin est mis en service pour renforcer les capacités de calcul de l’Institut. En mai 2020, l’IIT et la Scuderia Ferrari présentent le respirateur FI5, conçu à partir de composants facilement disponibles pour une utilisation hospitalière. 

### Croissance et création de startups (2012-2023)
En 2021, l’IIT soutient la création de quatre start‑ups dans les sciences de la vie, qui lèvent environ 8 millions d’euros. En 2022, l’Institut reçoit 110 millions d’euros du Plan National de Relance et de Résilience Italien et cumule 75 millions d’euros de subventions du Conseil européen de la recherche. En 2023, le Centre for Robotics and Intelligent Systems et le Hub for Entrepreneurship sont inaugurés à Gênes, et la start‑up Alkivio, spécialisée dans un matériau substitut du plastique, est lancée avec 2 millions d’euros d’investissement.  

### Reconnaissances et participations internationales
- 2007 : inauguration du premier laboratoire de robotique ; participation au projet européen RobotCub et développement du robot iCub.
- 2015 : participation du robot WALK‑MAN à la finale du DARPA Robotics Challenge.
- 2016 : classement « Rising Star » du journal Nature pour la progression scientifique de 2012 à 2015[5].
- 2020 : deuxième place au Cybathlon.
- 2023 : participation à l’[[ANA Avatar XPRIZE]] avec les robots iCub 3 et Alter Ego ; sélection de la « pile comestible » de l’IIT parmi les inventions prometteuses par Time Magazine.
- 2024 : participation au Cybathlon dans les catégories prothèses de bras (Hannes) et de jambe (Omnia, SoftFoot Pro)[6].

## Description
La recherche à l’Istituto Italiano di Tecnologia (IIT) est organisée en quatre grands domaines scientifiques, recouvrant plusieurs disciplines :
- Robotique : les activités de recherche en robotique couvrent la conception  et le développement de systèmes robotiques destinés à divers contextes d'application, notamment industriels, domestiques et médicaux. Ces travaux intègrent des contributions issues de l’électronique, de l’intelligence artificielle, de la théorie du contrôle, de la psychologie et des neurosciences cognitives[8].
- Nanomatériaux : Les recherches dans ce domaine portent sur la conception de matériaux à l’échelle nanométrique, avec des applications dans les secteurs de l’énergie, de la santé et du développement durable. Les travaux s’appuient sur des approches issues de la chimie, de la physique et de l’ingénierie des matériaux, et visent à optimiser les propriétés mécaniques, optiques, thermiques ou électriques des matériaux étudiés[9].
- Technologies pour les sciences de la vie (LifeTech) : Ce domaine regroupe des recherches centrées sur la biologie moléculaire, les neurosciences, ainsi que le développement de technologies appliquées à la santé. Les approches incluent l’utilisation de l’intelligence artificielle pour la modélisation biochimique, la médecine personnalisée, ou encore la conception de dispositifs pour l’administration ciblée de médicaments. La robotique médicale fait également partie des axes explorés[10].
- Sciences informatiques : ce domaine comprend des travaux en physique et chimie computationnelles, en intelligence artificielle (notamment vision par ordinateur et apprentissage automatique) et en calcul haute performance (HPC). Les recherches visent à développer de nouvelles méthodes numériques pour l’analyse de systèmes complexes, l’ingénierie de matériaux et la découverte de composés pharmaceutiques[10].

### Transfert de technologie
L’IIT développe des activités de transfert de technologie dans le but de favoriser l’application de ses résultats de recherche dans les secteurs industriels et médicaux. Ces activités incluent la gestion de la propriété intellectuelle, la collaboration avec des entreprises et le soutien à la création d’entreprises innovantes. L’institut accompagne également les initiatives entrepreneuriales portées par ses chercheurs. En 2024, 37 startups issues de l’IIT étaient recensées.

## L'IIT en chiffres
Depuis sa création, l’Institut Italien de Technologie a connu une croissance significative et recense actuellement :
- 18 centres
- 1 888 employés, collaborateurs, doctorants, postdoctorants
- 318 doctorants bénéficiant de bourses universitaires financées par l'IIT
- 21 822 publications scientifiques
- 1 326 brevets
- 15 laboratoires commun
- 37 startups fondées
- 70 nationalités
- 45 % Femmes

Selon les données d'avril 2025 rapportées sur le site officiel la Fondation.

## Centres de recherche IIT
L’Istituto Italiano di Tecnologia (IIT) dispose d’un réseau de 18 centres de recherche situés en Italie et à l’étranger, totalisant environ 50 000 mètres carrés d’espace de laboratoire. En Italie, ce réseau est organisé selon un modèle « hub-and-spoke », dont le siège principal est situé à Gênes. Ce site central regroupe plusieurs laboratoires et plateformes de recherche.  
Onze autres centres sont implantés dans diverses villes italiennes, notamment Rome, Milan, Turin, Pontedera, Pise, Venise, Trente, Ferrare, Naples et Lecce. Ces centres sont généralement installés à proximité d’universités ou d’instituts de recherche.
En collaboration avec des institutions académiques, les centres de l’IIT accueillent des projets conjoints associant chercheurs de l’institut et universitaires locaux.

### Centres en Italie (état en avril 2025)
- IIT@CCT (Centre pour les Technologies Convergentes) – Morego, Gênes
- IIT@CHT (Centre des Technologies Humaines) – Gênes Erzelli
- IIT@CJIR (Centre de Recherche Industrielle Conjointe) – Business Innovation Center, Gênes
- IIT@CRIS (Centre de Robotique et de Systèmes Intelligents) – San Quirico, Gênes
- NSYN@UniGe (Laboratoire de neurophysiologie) – Hôpital San Martino, Gênes
- IIT@CSFT (Centre pour les Technologies Durables du Futur) – Université polytechnique de Turin, Turin
- IIT@PoliMi (Centre de Nanosciences et Technologies) – Université polytechnique de Milan, Milan
- IIT@SEMM (Centre de Sciences Génomiques) – École européenne de médecine moléculaire, Milan
- IIT@UniTn (Centre de Neurosciences et de Systèmes Cognitifs) – Université de Trente, Rovereto
- IIT@NEST (Centre d'Innovation en Nanotechnologie) – Normale di Pisa, Pise
- IIT@SSSA (Centre d’Interfaces de Matériaux) – Sant'Anna di Pisa, Pontedera[12]
- IIT@CRIB (Centre de Biomatériaux Avancés) – Université de Naples Federico II, Naples
- IIT@UniLe (Centre de Nanotechnologies Biomoléculaires) – Université de Lecce, Arnesano
- IIT@Sapienza (Centre de Nanosciences) – Université Sapienza de Rome, Rome
- IIT@UniFe (Centre de Neurophysiologie Translationnelle) – Université de Ferrare, Ferrare
- IIT@CCHT (Centre de Technologie du Patrimoine Culturel) – Université Ca'Foscari, Venise

### Sites à l'étranger
L’IIT possède deux centres de recherche aux États-Unis, établis en partenariat avec des institutions universitaires :
- IIT@MIT – Laboratoire d'apprentissage computationnel et statistique, Massachusetts Institute of Technology, Boston, États-Unis
- IIT@Harvard – Laboratoire de technologies pour les neurosciences expérimentales et informatiques, Harvard University, Cambridge, États-Unis

### Développement international
Le plan stratégique 2024–2029 de l’IIT prévoit la mise en place du programme IIT Global, qui a pour objectif de renforcer la dimension internationale de l’institut. Ce programme comprend des initiatives d’échange pour les chercheurs et les étudiants, la création de laboratoires conjoints, ainsi que l’extension du réseau international de l’IIT dans des localisations définies.

## Laboratoires communs (Joint Labs)
L’Istituto Italiano di Tecnologia (IIT) collabore avec plusieurs entreprises industrielles, organismes publics et instituts de recherche à travers la mise en place de laboratoires communs (Joint Labs). Ces structures visent à développer des technologies appliquées dans des domaines variés, allant de la robotique à la microscopie, en passant par la réadaptation médicale, les matériaux avancés et l’intelligence artificielle,.
En 2025, ces collaborations incluent notamment :
- IIT–BeDimensional : lancé en 2020 avec l’entreprise dérivée BeDimensional, ce laboratoire est dédié à la recherche sur les matériaux pour batteries et électrolyseurs.
- IIT–Camozzi : partenariat avec une entreprise spécialisée dans l’automatisation industrielle. Le laboratoire développe des préhenseurs intelligents intégrant autonomie, connectivité et traitement de données, dans le contexte de l’industrie 5.0.
- IIT–CNR Nanotec : laboratoire commun fondé en 2020, consacré aux micro- et nanotechnologies, notamment à la mise au point de modèles organ-on-a-chip pour la recherche biomédicale.
- IIT–Congregazione delle Suore Infermiere dell’Addolorata – Hôpital Valduce : créé en 2021, ce laboratoire s’intéresse à la réadaptation et à la co-conception de technologies pour les soins cliniques.
- IIT–CrestOptics : lancé en 2022, ce laboratoire explore l’application de la spectroscopie Brillouin à la microscopie mécanique.
- IIT–Danieli Automation : laboratoire spécialisé dans la robotique pour l’industrie sidérurgique, visant à réduire la présence humaine dans les environnements à risque.
- IIT–D-Tails : partenariat lancé en 2022 axé sur les technologies de détection précoce pour les maladies neurodégénératives et le cancer, via la microscopie et le diagnostic médical.
- IIT–Honda Research Institute (HRI-JP) : le laboratoire développe des algorithmes pour la robotique humanoïde collaborative, avec un accent sur l’ergonomie et l’interaction homme-machine.
- IIT–INAIL : établi en 2013 avec l’Institut national italien d’assurance contre les accidents du travail, ce laboratoire se concentre sur les technologies de rééducation robotique et les prothèses.
- IIT–Intellimech (JOiiNT LAB) : situé au sein du district d’innovation Kilometro Rosso à Bergame, ce laboratoire mène des recherches en mécatronique, robotique collaborative et systèmes de téléprésence pour l’inspection et la maintenance.
- IIT–Istituto Neurologico Nazionale Casimiro Mondino (Rehab) : fondé en 2020, ce laboratoire s’intéresse à la neuroplasticité, à la réhabilitation post-AVC et à l’analyse des signaux électrophysiologiques.
- IIT–Istituto Neurologico Nazionale Casimiro Mondino (Visual) : créé en 2018, il développe des outils cliniques et technologiques pour les personnes souffrant de déficience visuelle.
- IIT–Leonardo : lancé en 2020, ce laboratoire aborde trois axes principaux : la robotique, le calcul haute performance et l’intelligence artificielle.
- IIT–Nikon (Nikon Imaging Centre at IIT) : laboratoire de microscopie optique fondé via un partenariat avec Nikon Instruments Italy, destiné à la communauté scientifique nationale et internationale.
- IIT–Université de Gênes – Policlinico San Martino : mis en place en 2021, ce laboratoire s’occupe des recherches sur les intégrations multisensorielles et les troubles psychiatriques, en lien avec la réhabilitation.

## Organisation

### Statut juridique et gouvernance
L'Istituto Italiano di Tecnologia (IIT) est une institution publique relevant du ministère de l'Économie et des Finances italien. Sa gestion est assurée par une fondation de droit privé, conformément aux dispositions du Code civil italien. Ce modèle juridique le distingue d'autres organismes de recherche publics italiens, tels que les universités ou le Conseil national de la recherche (CNR), qui sont régis par le droit public,.
La majorité du financement de l’institut provient de fonds publics. D'autres ressources proviennent de financements compétitifs, notamment de l’Union européenne, ainsi que de partenariats avec des acteurs privés.

### Organes de gouvernance
La gouvernance de la Fondation IIT repose sur plusieurs organes, collégiaux et monocratiques. 
Conseil d'administration : composé de quinze membres, il définit les orientations stratégiques de l’institut. L’un de ses membres est désigné en tant que président. En 2024, les membres du Conseil sont : Andrea Montanino (chair), Rita Cucchiara, Elena Goitini, Luigi Gubitosi, Alessandro Nasi, Gianluca Pettiti, Alessandro Profumo, Alessandro Rivera, Marcello Sala, Donatella Sciuto, Raffaele Squitieri, Francesco Stellacci, Mariarosa Taddeo, Gianmario Verona.
Comité exécutif : composé de cinq membres, dont le président, le directeur scientifique et trois autres membres, cet organe est chargé de la gestion des activités administratives courantes et exceptionnelles.
Président : Gabriele Galateri di Genola occupe cette fonction depuis 2011. Il est le représentant légal de la fondation et préside le comité exécutif. Il entretient également des relations avec le conseil d'administration et les autorités de tutelle.
Directeur scientifique : Giorgio Metta exerce cette fonction depuis 2019, succédant à Roberto Cingolani (en poste de 2005 à 2019). Il est responsable des orientations scientifiques et coordonne les activités de recherche ainsi que les fonctions de soutien.
Directeur général : depuis 2023, Fabrizio Moscone assure cette fonction, succédant à Simone Ungaro. Il supervise les activités administratives, financières et de contrôle, ainsi que d’autres missions déléguées par le comité exécutif.
Comité des commissaires aux comptes : Cet organe assure le contrôle financier et la vérification de la conformité réglementaire.